# Alessandra Martines
Alessandra Martines (nacida el 19 de septiembre de 1963 en Roma) es una actriz y bailarina Franco-Italiana, conocida especialmente por su papel de Princesa Fantaghirò en la saga de La Gruta de la Rosa de Oro y sus interpretaciones bajo la dirección de su marido, el director francés Claude Lelouch, en varias películas (Les Misérables, And now... Ladies and Gentlemen).
Tiene una hija llamada Stella.
- Datos: Q288157